# Colorado kongresszusi delegációinak listája
Ez a lista az Amerikai Egyesült Államok Colorado államának szenátorait, illetve képviselőházi képviselőit sorolja föl. Colorado területét már időszámításunk kezdetén földműveléssel foglalkozó indián törzsek lakták, később azonban délebbre költöztek. A hegyekben csak nagyon kevés ember élt. Colorado a Louisiana megvásárlási szerződésével került az Egyesült Államok birtokába. Jefferson elnök megbízásából felderítő expedíció indult a területek felkutatására. Az expedíciót Zebulon Pike vezette. A Sziklás hegységnek azt a csúcsát, amelyet Pike fedezett fel, később róla nevezték el.
Az 1800-as évek elején az átjárók kutatására prémvadászok vállalkoztak. 1858-ban a mai Denver környékén aranyra bukkantak, amely megmozgatta az emberek fantáziáját, lázba hozta a kalandorokat, kincskeresőket. Megindult a szerencsevadászok, aranyásók áradata. Ezek átmeneti telepeket, sátorvárosokat hoztak létre. A gazdag aranylelőhelyek mellett ezüstbányákat is feltártak.
1859. november 7-én szervezték meg a Jefferson territóriumot, amely 1861. február 28-án kapta meg a Colorado territórium nevet. (Territory of Colorado).  Colorado 1876. augusztus 1-jén vált az USA teljes jogú, harmincnyolcadik tagállamává.
A képviselőket két évente választják meg, a szenátorok közül az egyik a 2., a második pedig a 3. osztály tagja.

## Jelenlegi delegáció

### Képviselők
| Az Amerikai Egyesült Államok 115. kongresszusa képviselőházi tagjainak listája | Az Amerikai Egyesült Államok 115. kongresszusa képviselőházi tagjainak listája | Az Amerikai Egyesült Államok 115. kongresszusa képviselőházi tagjainak listája | Az Amerikai Egyesült Államok 115. kongresszusa képviselőházi tagjainak listája | Az Amerikai Egyesült Államok 115. kongresszusa képviselőházi tagjainak listája | Az Amerikai Egyesült Államok 115. kongresszusa képviselőházi tagjainak listája | Az Amerikai Egyesült Államok 115. kongresszusa képviselőházi tagjainak listája | Az Amerikai Egyesült Államok 115. kongresszusa képviselőházi tagjainak listája |
| Körzet                                                                         | Kép                                                                            | Képviselő                                                                      | Párt                                                                           | Körzet székhelye                                                               | Körzet térképe                                                                 | Hivatali idő kezdete                                                           | Képviselő születési éve                                                        |
| ------------------------------------------------------------------------------ | ------------------------------------------------------------------------------ | ------------------------------------------------------------------------------ | ------------------------------------------------------------------------------ | ------------------------------------------------------------------------------ | ------------------------------------------------------------------------------ | ------------------------------------------------------------------------------ | ------------------------------------------------------------------------------ |
| 1.                                                                             |                                                                                | Diana DeGette                                                                  |                                                                                | Denver                                                                         |                                                                                | 1997                                                                           | 1957                                                                           |
| 2.                                                                             |                                                                                | Jared Polis                                                                    |                                                                                | Boulder                                                                        |                                                                                | 2009                                                                           | 1975                                                                           |
| 3.                                                                             |                                                                                | Scott Tipton                                                                   |                                                                                | Cortez                                                                         |                                                                                | 2011                                                                           | 1956                                                                           |
| 4.                                                                             |                                                                                | Ken Buck                                                                       |                                                                                | Greeley                                                                        |                                                                                | 2015                                                                           | 1959                                                                           |
| 5.                                                                             |                                                                                | Doug Lamborn                                                                   |                                                                                | Colorado Springs                                                               |                                                                                | 2007                                                                           | 1954                                                                           |
| 6.                                                                             |                                                                                | Mike Coffman                                                                   |                                                                                | Aurora                                                                         |                                                                                | 2009                                                                           | 1955                                                                           |
| 7.                                                                             |                                                                                | Ed Perlmutter                                                                  |                                                                                | Lakewood                                                                       |                                                                                | 2007                                                                           | 1953                                                                           |

## Colorado korábbi szenátorai
| 2. osztály                                    | Kongresszus                          | 3. osztály                           |
| --------------------------------------------- | ------------------------------------ | ------------------------------------ |
| Colorado állam létrehozva: 1876. augusztus 1. |                                      |                                      |
| Henry Moore Teller (R)                        | Az USA 44. kongresszusa (1875–1877)  | Jerome Bunty Chaffee (R)             |
| Henry Moore Teller (R)                        | Az USA 45. kongresszusa (1877–1879)  | Jerome Bunty Chaffee (R)             |
| Henry Moore Teller (R)                        | Az USA 46. kongresszusa (1879–1881)  | Nathaniel Peter Hill (R)             |
| Henry Moore Teller (R)                        | Az USA 47. kongresszusa (1881–1883)  | Nathaniel Peter Hill (R)             |
| George Miles Chilcott (R)                     |                                      | Nathaniel Peter Hill (R)             |
| Horace Austin Warner Tabor (R)                |                                      | Nathaniel Peter Hill (R)             |
| Thomas Mead Bowen (R)                         | Az USA 48. kongresszusa (1883–1885)  | Nathaniel Peter Hill (R)             |
| Thomas Mead Bowen (R)                         | Az USA 49. kongresszusa (1885–1887)  | Henry Moore Teller (R)               |
| Thomas Mead Bowen (R)                         | Az USA 50. kongresszusa (1887–1889)  | Henry Moore Teller (R)               |
| Edward Oliver Wolcott (R)                     | Az USA 51. kongresszusa (1889–1891)  | Henry Moore Teller (R)               |
| Edward Oliver Wolcott (R)                     | Az USA 52. kongresszusa (1891–1893)  | Henry Moore Teller (R)               |
| Edward Oliver Wolcott (R)                     | Az USA 53. kongresszusa (1893–1895)  | Henry Moore Teller (R)               |
| Edward Oliver Wolcott (R)                     | Az USA 54. kongresszusa (1895–1897)  | Henry Moore Teller (R)               |
| Edward Oliver Wolcott (R)                     | Az USA 55. kongresszusa (1897–1899)  | Henry Moore Teller (FSv)             |
| Edward Oliver Wolcott (R)                     | Az USA 56. kongresszusa (1899–1901)  | Henry Moore Teller (FSv)             |
| Thomas MacDonald Patterson (D)                | Az USA 57. kongresszusa (1901–1903)  | Henry Moore Teller (FSv)             |
| Thomas MacDonald Patterson (D)                | Az USA 58. kongresszusa (1903–1905)  | Henry Moore Teller (D)               |
| Thomas MacDonald Patterson (D)                | Az USA 59. kongresszusa (1905–1907)  | Henry Moore Teller (D)               |
| Simon Guggenheim (R)                          | Az USA 60. kongresszusa (1907–1909)  | Henry Moore Teller (D)               |
| Simon Guggenheim (R)                          | Az USA 61. kongresszusa (1909–1911)  | Charles James Hughes, Jr. (D)        |
| Simon Guggenheim (R)                          | Az USA 62. kongresszusa (1911–1913)  | Charles Spalding Thomas (D)          |
| John Franklin Shafroth (D)                    | Az USA 63. kongresszusa (1913–1915)  | Charles Spalding Thomas (D)          |
| John Franklin Shafroth (D)                    | Az USA 64. kongresszusa (1915–1917)  | Charles Spalding Thomas (D)          |
| John Franklin Shafroth (D)                    | Az USA 65. kongresszusa (1917–1919)  | Charles Spalding Thomas (D)          |
| Lawrence Cowle Phipps (R)                     | Az USA 66. kongresszusa (1919–1921)  | Charles Spalding Thomas (D)          |
| Lawrence Cowle Phipps (R)                     | Az USA 67. kongresszusa (1921–1923)  | Samuel Danford Nicholson (R)         |
| Lawrence Cowle Phipps (R)                     | Az USA 68. kongresszusa (1923–1925)  | Samuel Danford Nicholson (R)         |
| Lawrence Cowle Phipps (R)                     | Alva Blanchard Adams (D)             |                                      |
| Lawrence Cowle Phipps (R)                     | Rice W. Means (R)                    |                                      |
| Lawrence Cowle Phipps (R)                     | Az USA 69. kongresszusa (1925–1927)  |                                      |
| Lawrence Cowle Phipps (R)                     | Az USA 70. kongresszusa (1927–1929)  | Charles Winfield Waterman (R)        |
| Lawrence Cowle Phipps (R)                     | Az USA 71. kongresszusa (1929–1931)  | Charles Winfield Waterman (R)        |
| Edward Prentiss Costigan (D)                  | Az USA 72. kongresszusa (1931–1933)  | Charles Winfield Waterman (R)        |
| Edward Prentiss Costigan (D)                  | Az USA 72. kongresszusa (1931–1933)  | Walter Walker (D)                    |
| Edward Prentiss Costigan (D)                  | Az USA 72. kongresszusa (1931–1933)  | Karl Cortlandt Schuyler (R)          |
| Edward Prentiss Costigan (D)                  | Az USA 73. kongresszusa (1933–1935)  | Alva Blanchard Adams (D)             |
| Edward Prentiss Costigan (D)                  | Az USA 74. kongresszusa (1935–1937)  | Alva Blanchard Adams (D)             |
| Edwin Carl Johnson (D)                        | Az USA 75. kongresszusa (1937–1939)  | Alva Blanchard Adams (D)             |
| Edwin Carl Johnson (D)                        | Az USA 76. kongresszusa (1939–1941)  | Alva Blanchard Adams (D)             |
| Edwin Carl Johnson (D)                        | Az USA 77. kongresszusa (1941–1943)  | Alva Blanchard Adams (D)             |
| Edwin Carl Johnson (D)                        | Eugene Donald Millikin (R)           |                                      |
| Edwin Carl Johnson (D)                        | Az USA 78. kongresszusa (1943–1945)  |                                      |
| Edwin Carl Johnson (D)                        | Az USA 79. kongresszusa (1945–1947)  |                                      |
| Edwin Carl Johnson (D)                        | Az USA 80. kongresszusa (1947–1949)  |                                      |
| Edwin Carl Johnson (D)                        | Az USA 81. kongresszusa (1949–1951)  |                                      |
| Edwin Carl Johnson (D)                        | Az USA 82. kongresszusa (1951–1953)  |                                      |
| Edwin Carl Johnson (D)                        | Az USA 83. kongresszusa (1953–1955)  |                                      |
| Gordon Llewellyn Allott (R)                   | Az USA 84. kongresszusa (1955–1957)  |                                      |
| Gordon Llewellyn Allott (R)                   | Az USA 85. kongresszusa (1957–1959)  | John Albert Carroll (D)              |
| Gordon Llewellyn Allott (R)                   | Az USA 86. kongresszusa (1959–1961)  | John Albert Carroll (D)              |
| Gordon Llewellyn Allott (R)                   | Az USA 87. kongresszusa (1961–1963)  | John Albert Carroll (D)              |
| Gordon Llewellyn Allott (R)                   | Az USA 88. kongresszusa (1963–1965)  | Peter Hoyt Dominick (R)              |
| Gordon Llewellyn Allott (R)                   | Az USA 89. kongresszusa (1965–1967)  | Peter Hoyt Dominick (R)              |
| Gordon Llewellyn Allott (R)                   | Az USA 90. kongresszusa (1967–1969)  | Peter Hoyt Dominick (R)              |
| Gordon Llewellyn Allott (R)                   | Az USA 91. kongresszusa (1969–1971)  | Peter Hoyt Dominick (R)              |
| Gordon Llewellyn Allott (R)                   | Az USA 92. kongresszusa (1971–1973)  | Peter Hoyt Dominick (R)              |
| Floyd Kirk Haskell (D)                        | Az USA 93. kongresszusa (1973–1975)  | Peter Hoyt Dominick (R)              |
| Floyd Kirk Haskell (D)                        | Az USA 94. kongresszusa (1975–1977)  | Gary Hart (D)                        |
| Floyd Kirk Haskell (D)                        | Az USA 95. kongresszusa (1977–1979)  | Gary Hart (D)                        |
| Bill Armstrong (R)                            | Az USA 96. kongresszusa (1979–1981)  | Gary Hart (D)                        |
| Bill Armstrong (R)                            | Az USA 97. kongresszusa (1981–1983)  | Gary Hart (D)                        |
| Bill Armstrong (R)                            | Az USA 98. kongresszusa (1983–1985)  | Gary Hart (D)                        |
| Bill Armstrong (R)                            | Az USA 99. kongresszusa (1985–1987)  | Gary Hart (D)                        |
| Bill Armstrong (R)                            | Az USA 100. kongresszusa (1987–1989) | Tim Wirth (D)                        |
| Bill Armstrong (R)                            | Az USA 101. kongresszusa (1989–1991) | Tim Wirth (D)                        |
| Hank Brown (R)                                | Az USA 102. kongresszusa (1991–1993) | Tim Wirth (D)                        |
| Hank Brown (R)                                | Az USA 103. kongresszusa (1993–1995) | Ben Nighthorse Campbell (D)          |
| Hank Brown (R)                                | Az USA 104. kongresszusa (1995–1997) | Ben Nighthorse Campbell (R)          |
| Wayne Allard (R)                              | Az USA 105. kongresszusa (1997–1999) | Ben Nighthorse Campbell (R)          |
| Wayne Allard (R)                              | Az USA 106. kongresszusa (1999–2001) | Ben Nighthorse Campbell (R)          |
| Wayne Allard (R)                              | Az USA 107. kongresszusa (2001–2003) | Ben Nighthorse Campbell (R)          |
| Wayne Allard (R)                              | Az USA 108. kongresszusa (2003–2005) | Ben Nighthorse Campbell (R)          |
| Wayne Allard (R)                              | Az USA 109. kongresszusa (2005–2007) | Ken Salazar (D)                      |
| Wayne Allard (R)                              | Az USA 110. kongresszusa (2007–2009) | Ken Salazar (D)                      |
| Mark Udall (D)                                |                                      | Ken Salazar (D)                      |
| Az USA 111. kongresszusa (2009–2011)          | Michael Bennet (D)                   |                                      |
| Az USA 112. kongresszusa (2011–2013)          | Michael Bennet (D)                   |                                      |
| Az USA 113. kongresszusa (2013–2015)          | Michael Bennet (D)                   |                                      |
| Cory Gardner (R)                              | Michael Bennet (D)                   | Az USA 114. kongresszusa (2015–2017) |

## A képviselőházba delegált - szavazattal nem rendelkező - képviselők (1861 – 1876)
| Kongresszus                                      | Delegált                                    |
| ------------------------------------------------ | ------------------------------------------- |
| Colorado Territory létrehozva: 1861. február 28. |                                             |
| Az USA 37. kongresszusa (1861–1863)              | Hiram Pitt Bennet (Conservative Republican) |
| Az USA 38. kongresszusa (1863–1865)              | Hiram Pitt Bennet (Conservative Republican) |
| Az USA 39. kongresszusa (1865–1867)              | Allen Alexander Bradford (R)                |
| Az USA 40. kongresszusa (1867–1869)              | George Miles Chilcott (R)                   |
| Az USA 41. kongresszusa (1869–1871)              | Allen Alexander Bradford (R)                |
| Az USA 42. kongresszusa (1871–1873)              | Jerome Bunty Chaffee (R)                    |
| Az USA 43. kongresszusa (1873–1875)              | Jerome Bunty Chaffee (R)                    |
| Az USA 44. kongresszusa (1875–1877)              | Thomas MacDonald Patterson (D)              |

## A képviselőház tagjai
| Az USA 44. kongresszusa (1875–1877)  | James Burns Belford (R)      |                                |                             |                          |                    |                  |                   |
| Az USA 45. kongresszusa (1877–1879)  |                              |                                |                             |                          |                    |                  |                   |
| Thomas MacDonald Patterson (D)       |                              |                                |                             |                          |                    |                  |                   |
| Az USA 46. kongresszusa (1879–1881)  | James Burns Belford (R)      |                                |                             |                          |                    |                  |                   |
| Az USA 47. kongresszusa (1881–1883)  | James Burns Belford (R)      |                                |                             |                          |                    |                  |                   |
| Az USA 48. kongresszusa (1883–1885)  | James Burns Belford (R)      |                                |                             |                          |                    |                  |                   |
| Az USA 49. kongresszusa (1885–1887)  | George Gifford Symes (R)     |                                |                             |                          |                    |                  |                   |
| Az USA 50. kongresszusa (1887–1889)  | George Gifford Symes (R)     |                                |                             |                          |                    |                  |                   |
| Az USA 51. kongresszusa (1889–1891)  | Hosea Townsend (R)           |                                |                             |                          |                    |                  |                   |
| Az USA 52. kongresszusa (1891–1893)  | Hosea Townsend (R)           |                                |                             |                          |                    |                  |                   |
|                                      | 1. körzet                    | 2. körzet                      |                             |                          |                    |                  |                   |
| Az USA 53. kongresszusa (1893–1895)  | Lafayette Pence (Pop)        | John Calhoun Bell (Pop)        |                             |                          |                    |                  |                   |
| Az USA 54. kongresszusa (1895–1897)  | John Franklin Shafroth (R)   | John Calhoun Bell (Pop)        |                             |                          |                    |                  |                   |
| Az USA 55. kongresszusa (1897–1899)  | John Franklin Shafroth (FSv) | John Calhoun Bell (Pop)        |                             |                          |                    |                  |                   |
| Az USA 56. kongresszusa (1899–1901)  | John Franklin Shafroth (FSv) | John Calhoun Bell (Pop)        |                             |                          |                    |                  |                   |
| Az USA 57. kongresszusa (1901–1903)  | John Franklin Shafroth (FSv) | John Calhoun Bell (Pop)        |                             |                          |                    |                  |                   |
|                                      | 1. körzet                    | 2. körzet                      | Állami terület              |                          |                    |                  |                   |
| Az USA 58. kongresszusa (1903–1905)  | J. Shafroth (D)              | Herschel M. Hogg (R)           | Franklin E. Brooks (R)      |                          |                    |                  |                   |
| Az USA 58. kongresszusa (1903–1905)  | Robert W. Bonynge (R)        | Herschel M. Hogg (R)           | Franklin E. Brooks (R)      |                          |                    |                  |                   |
| Az USA 59. kongresszusa (1905–1907)  |                              | Herschel M. Hogg (R)           | Franklin E. Brooks (R)      |                          |                    |                  |                   |
| Az USA 60. kongresszusa (1907–1909)  | Warren A. Haggott (R)        | George W. Cook (R)             |                             |                          |                    |                  |                   |
| Az USA 61. kongresszusa (1909–1911)  | Atterson Walden Rucker (D)   | John Andrew Martin (D)         | Edward Thomas Taylor (D)    |                          |                    |                  |                   |
| Az USA 62. kongresszusa (1911–1913)  | Atterson Walden Rucker (D)   | John Andrew Martin (D)         | Edward Thomas Taylor (D)    |                          |                    |                  |                   |
|                                      | 1. körzet                    | 2. körzet                      | Állami terület - 1.         | Állami terület - 2.      |                    |                  |                   |
| Az USA 63. kongresszusa (1913–1915)  | George John Kindel (D)       | Harry Hunter Seldomridge (D)   | Edward Keating (D)          | Edward Thomas Taylor (D) |                    |                  |                   |
|                                      | 1. körzet                    | 2. körzet                      | 3. körzet                   | 4. körzet                |                    |                  |                   |
| Az USA 64. kongresszusa (1915–1917)  | Benjamin Clark Hilliard (D)  | Charles Bateman Timberlake (R) | Edward Keating (D)          | Edward Thomas Taylor (D) |                    |                  |                   |
| Az USA 65. kongresszusa (1917–1919)  | Benjamin Clark Hilliard (D)  | Charles Bateman Timberlake (R) | Edward Keating (D)          | Edward Thomas Taylor (D) |                    |                  |                   |
| Az USA 66. kongresszusa (1919–1921)  | William Newell Vaile (R)     | Charles Bateman Timberlake (R) | Guy Urban Hardy (R)         | Edward Thomas Taylor (D) |                    |                  |                   |
| Az USA 67. kongresszusa (1921–1923)  | William Newell Vaile (R)     | Charles Bateman Timberlake (R) | Guy Urban Hardy (R)         | Edward Thomas Taylor (D) |                    |                  |                   |
| Az USA 68. kongresszusa (1923–1925)  | William Newell Vaile (R)     | Charles Bateman Timberlake (R) | Guy Urban Hardy (R)         | Edward Thomas Taylor (D) |                    |                  |                   |
| Az USA 69. kongresszusa (1925–1927)  | William Newell Vaile (R)     | Charles Bateman Timberlake (R) | Guy Urban Hardy (R)         | Edward Thomas Taylor (D) |                    |                  |                   |
| Az USA 70. kongresszusa (1927–1929)  | William Newell Vaile (R)     | Charles Bateman Timberlake (R) | Guy Urban Hardy (R)         | Edward Thomas Taylor (D) |                    |                  |                   |
| Sebastian Harrison White (D)         |                              | Charles Bateman Timberlake (R) | Guy Urban Hardy (R)         | Edward Thomas Taylor (D) |                    |                  |                   |
| Az USA 71. kongresszusa (1929–1931)  | William Robb Eaton (R)       | Charles Bateman Timberlake (R) | Guy Urban Hardy (R)         | Edward Thomas Taylor (D) |                    |                  |                   |
| Az USA 72. kongresszusa (1931–1933)  | William Robb Eaton (R)       | Charles Bateman Timberlake (R) | Guy Urban Hardy (R)         | Edward Thomas Taylor (D) |                    |                  |                   |
| Az USA 73. kongresszusa (1933–1935)  | Lawrence Lewis (D)           | Fred Nelson Cummings (D)       | John Andrew Martin (D)      | Edward Thomas Taylor (D) |                    |                  |                   |
| Az USA 74. kongresszusa (1935–1937)  | Lawrence Lewis (D)           | Fred Nelson Cummings (D)       | John Andrew Martin (D)      | Edward Thomas Taylor (D) |                    |                  |                   |
| Az USA 75. kongresszusa (1937–1939)  | Lawrence Lewis (D)           | Fred Nelson Cummings (D)       | John Andrew Martin (D)      | Edward Thomas Taylor (D) |                    |                  |                   |
| Az USA 76. kongresszusa (1939–1941)  | Lawrence Lewis (D)           | Fred Nelson Cummings (D)       | John Andrew Martin (D)      | Edward Thomas Taylor (D) |                    |                  |                   |
| William Evans Burney (D)             | Lawrence Lewis (D)           | Fred Nelson Cummings (D)       |                             | Edward Thomas Taylor (D) |                    |                  |                   |
| Az USA 77. kongresszusa (1941–1943)  | Lawrence Lewis (D)           | William Silas Hill (R)         | John Edgar Chenoweth (R)    | Edward Thomas Taylor (D) |                    |                  |                   |
| Az USA 77. kongresszusa (1941–1943)  | Lawrence Lewis (D)           | William Silas Hill (R)         | John Edgar Chenoweth (R)    | Robert Fay Rockwell (R)  |                    |                  |                   |
| Az USA 78. kongresszusa (1943–1945)  | Lawrence Lewis (D)           | William Silas Hill (R)         | John Edgar Chenoweth (R)    |                          |                    |                  |                   |
| Dean Milton Gillespie (R)            |                              | William Silas Hill (R)         | John Edgar Chenoweth (R)    |                          |                    |                  |                   |
| Az USA 79. kongresszusa (1945–1947)  |                              | William Silas Hill (R)         | John Edgar Chenoweth (R)    |                          |                    |                  |                   |
| Az USA 80. kongresszusa (1947–1949)  | John Albert Carroll (D)      | William Silas Hill (R)         | John Edgar Chenoweth (R)    |                          |                    |                  |                   |
| Az USA 81. kongresszusa (1949–1951)  | John Albert Carroll (D)      | William Silas Hill (R)         | John Henry Marsalis (D)     | Wayne Aspinall (D)       |                    |                  |                   |
| Az USA 82. kongresszusa (1951–1953)  | Byron Rogers (D)             | William Silas Hill (R)         | John Chenoweth (R)          | Wayne Aspinall (D)       |                    |                  |                   |
| Az USA 83. kongresszusa (1953–1955)  | Byron Rogers (D)             | William Silas Hill (R)         | John Chenoweth (R)          | Wayne Aspinall (D)       |                    |                  |                   |
| Az USA 84. kongresszusa (1955–1957)  | Byron Rogers (D)             | William Silas Hill (R)         | John Chenoweth (R)          | Wayne Aspinall (D)       |                    |                  |                   |
| Az USA 85. kongresszusa (1957–1959)  | Byron Rogers (D)             | William Silas Hill (R)         | John Chenoweth (R)          | Wayne Aspinall (D)       |                    |                  |                   |
| Az USA 86. kongresszusa (1959–1961)  | Byron Rogers (D)             | Byron Johnson (D)              | John Chenoweth (R)          | Wayne Aspinall (D)       |                    |                  |                   |
| Az USA 87. kongresszusa (1961–1963)  | Byron Rogers (D)             | Pete Dominick (R)              | John Chenoweth (R)          | Wayne Aspinall (D)       |                    |                  |                   |
| Az USA 88. kongresszusa (1963–1965)  | Byron Rogers (D)             | Don Brotzman (R)               | John Chenoweth (R)          | Wayne Aspinall (D)       |                    |                  |                   |
| Az USA 89. kongresszusa (1965–1967)  | Byron Rogers (D)             | Roy McVicker (D)               | Frank Evans (D)             | Wayne Aspinall (D)       |                    |                  |                   |
| Az USA 90. kongresszusa (1967–1969)  | Byron Rogers (D)             | Don Brotzman (R)               | Frank Evans (D)             | Wayne Aspinall (D)       |                    |                  |                   |
| Az USA 91. kongresszusa (1969–1971)  | Byron Rogers (D)             | Don Brotzman (R)               | Frank Evans (D)             | Wayne Aspinall (D)       |                    |                  |                   |
| Az USA 92. kongresszusa (1971–1973)  | Mike McKevitt (R)            | Don Brotzman (R)               | Frank Evans (D)             | Wayne Aspinall (D)       |                    |                  |                   |
|                                      | 1. körzet                    | 2. körzet                      | 3. körzet                   | 4. körzet                | 5. körzet          |                  |                   |
| Az USA 93. kongresszusa (1973–1975)  | Pat Schroeder (D)            | Don Brotzman (R)               | Frank Evans (D)             | Jim Johnson (R)          | Bill Armstrong (R) |                  |                   |
| Az USA 94. kongresszusa (1975–1977)  | Pat Schroeder (D)            | Tim Wirth (D)                  | Frank Evans (D)             | Jim Johnson (R)          | Bill Armstrong (R) |                  |                   |
| Az USA 95. kongresszusa (1977–1979)  | Pat Schroeder (D)            | Tim Wirth (D)                  | Frank Evans (D)             | Jim Johnson (R)          | Bill Armstrong (R) |                  |                   |
| Az USA 96. kongresszusa (1979–1981)  | Pat Schroeder (D)            | Tim Wirth (D)                  | Ray Kogovsek (D)            | Jim Johnson (R)          | Ken Kramer (R)     |                  |                   |
| Az USA 97. kongresszusa (1981–1983)  | Pat Schroeder (D)            | Tim Wirth (D)                  | Ray Kogovsek (D)            | Hank Brown (R)           | Ken Kramer (R)     |                  |                   |
|                                      | 1. körzet                    | 2. körzet                      | 3. körzet                   | 4. körzet                | 5. körzet          | 6. körzet        |                   |
| Az USA 98. kongresszusa (1983–1985)  | Pat Schroeder (D)            | Tim Wirth (D)                  | Ray Kogovsek (D)            | Hank Brown (R)           | Ken Kramer (R)     | Dan Schaefer (R) |                   |
| Az USA 99. kongresszusa (1985–1987)  | Pat Schroeder (D)            | Tim Wirth (D)                  | Mike Strang (R)             | Hank Brown (R)           | Ken Kramer (R)     | Dan Schaefer (R) |                   |
| Az USA 100. kongresszusa (1987–1989) | Pat Schroeder (D)            | David Skaggs (D)               | Ben Nighthorse Campbell (D) | Hank Brown (R)           | Joel Hefley (R)    | Dan Schaefer (R) |                   |
| Az USA 101. kongresszusa (1989–1991) | Pat Schroeder (D)            | David Skaggs (D)               | Ben Nighthorse Campbell (D) | Hank Brown (R)           | Joel Hefley (R)    | Dan Schaefer (R) |                   |
| Az USA 102. kongresszusa (1991–1993) | Pat Schroeder (D)            | David Skaggs (D)               | Ben Nighthorse Campbell (D) | Wayne Allard (R)         | Joel Hefley (R)    | Dan Schaefer (R) |                   |
| Az USA 103. kongresszusa (1993–1995) | Pat Schroeder (D)            | David Skaggs (D)               | Scott McInnis (R)           | Wayne Allard (R)         | Joel Hefley (R)    | Dan Schaefer (R) |                   |
| Az USA 104. kongresszusa (1995–1997) | Pat Schroeder (D)            | David Skaggs (D)               | Scott McInnis (R)           | Wayne Allard (R)         | Joel Hefley (R)    | Dan Schaefer (R) |                   |
| Az USA 105. kongresszusa (1997–1999) | Diana DeGette (D)            | David Skaggs (D)               | Scott McInnis (R)           | Bob Schaffer (R)         | Joel Hefley (R)    | Dan Schaefer (R) |                   |
| Az USA 106. kongresszusa (1999–2001) | Diana DeGette (D)            | Mark Udall (D)                 | Scott McInnis (R)           | Bob Schaffer (R)         | Joel Hefley (R)    | Tom Tancredo (R) |                   |
| Az USA 107. kongresszusa (2001–2003) | Diana DeGette (D)            | Mark Udall (D)                 | Scott McInnis (R)           | Bob Schaffer (R)         | Joel Hefley (R)    | Tom Tancredo (R) |                   |
|                                      | 1. körzet                    | 2. körzet                      | 3. körzet                   | 4. körzet                | 5. körzet          | 6. körzet        | 7. körzet         |
| Az USA 108. kongresszusa (2003–2005) | Diana DeGette (D)            | Mark Udall (D)                 | Scott McInnis (R)           | Marilyn Musgrave (R)     | Joel Hefley (R)    | Tom Tancredo (R) | Bob Beauprez (R)  |
| Az USA 109. kongresszusa (2005–2007) | Diana DeGette (D)            | Mark Udall (D)                 | John Salazar (D)            | Marilyn Musgrave (R)     | Joel Hefley (R)    | Tom Tancredo (R) | Bob Beauprez (R)  |
| Az USA 110. kongresszusa (2007–2009) | Diana DeGette (D)            | Mark Udall (D)                 | John Salazar (D)            | Marilyn Musgrave (R)     | Doug Lamborn (R)   | Tom Tancredo (R) | Ed Perlmutter (D) |
| Az USA 111. kongresszusa (2009–2011) | Diana DeGette (D)            | Jared Polis (D)                | John Salazar (D)            | Betsy Markey (D)         | Doug Lamborn (R)   | Mike Coffman (R) | Ed Perlmutter (D) |
| Az USA 112. kongresszusa (2011–2013) | Diana DeGette (D)            | Jared Polis (D)                | Scott Tipton (R)            | Cory Gardner (R)         | Doug Lamborn (R)   | Mike Coffman (R) | Ed Perlmutter (D) |
| Az USA 113. kongresszusa (2013–2015) | Diana DeGette (D)            | Jared Polis (D)                | Scott Tipton (R)            | Cory Gardner (R)         | Doug Lamborn (R)   | Mike Coffman (R) | Ed Perlmutter (D) |
| Az USA 114. kongresszusa (2015–2017) | Diana DeGette (D)            | Jared Polis (D)                | Scott Tipton (R)            | Ken Buck (R)             | Doug Lamborn (R)   | Mike Coffman (R) | Ed Perlmutter (D) |

## Jelmagyarázat
| Know Nothing (Amerika-párt) (K-N)                  |
| Jackson-ellenes (Anti-J)–Nemzeti Republikánus (NR) |
| Adminisztráció-ellenes (Anti-Admin)                |
| Kőműves-ellenesek (Anti-M)                         |
| Konzervatív (Con)                                  |
| Demokrata (D)                                      |
| Dixiecrat–Államjog (SR)                            |
| Demokrata-Republikánus Párt (D-R)                  |
| Demokrata–Gazda–Munkáspárt (FL)                    |
| Föderalista (F)                                    |

| Szabad Demokrata (FS) |
| Ingyen Ezüst (FSv)    |
| Egyesülés (FU)        |
| Zöldhasú (GB)         |
| Zöld Párt (G)         |
| Jacksonian (J)        |
| Pártatlan Liga (NPL)  |
| Nullifier (N)         |
| Ellenzék (O)          |
| Populista (Pop)       |

| Adminisztráció-párti (Pro-Admin) |
| Progresszív (Prog)               |
| Szesztilalom (Proh)              |
| Helyreállító (Rea)               |
| Republikánus Párt (R)            |
| Szocialista (Soc)                |
| Unionista (U)                    |
| Whig (W)                         |
| Libertárius (L)                  |
| Függetlenek (I)                  |

## Életben lévő volt szenátorok
| Képviselő       | Hivatali idő | Osztály | Születési idő és életkor       |
| --------------- | ------------ | ------- | ------------------------------ |
| Gary Hart       | 1975–1987    | 3       | 1936. november 28. (88 éves)   |
| Tim Wirth       | 1987–1993    | 3       | 1939. szeptember 22. (85 éves) |
| Hank Brown      | 1991–1997    | 2       | 1940. február 12. (85 éves)    |
| Ben N. Campbell | 1993–2005    | 3       | 1933. április 13. (91 éves)    |
| Wayne Allard    | 1997–2009    | 2       | 1943. december 2. (81 éves)    |
| Ken Salazar     | 2005–2009    | 3       | 1955. március 2. (70 éves)     |
| Mark Udall      | 2009–2015    | 2       | 1950. július 18. (74 éves)     |

## Életben lévő volt képviselők
| Képviselő               | Hivatali idő | Születési dátum és életkor     |
| ----------------------- | ------------ | ------------------------------ |
| James Paul Johnson      | 1973–1981    | 1930. június 2. (94 éves)      |
| Patricia Schroeder      | 1973–1997    | 1940. július 30. (84 éves)     |
| Tim Wirth               | 1975–1987    | 1939. szeptember 22. (85 éves) |
| Raymond P. Kogovsek     | 1979–1985    | 1941. augusztus 19. (83 éves)  |
| Ken Kramer              | 1979–1987    | 1942. február 19. (83 éves)    |
| Hank Brown              | 1981–1991    | 1940. február 12. (85 éves)    |
| Ben Nighthorse Campbell | 1987–1993    | 1933. április 13. (91 éves)    |
| David Skaggs            | 1987–1999    | 1943. február 22. (82 éves)    |
| Joel Hefley             | 1987–2007    | 1935. április 18. (89 éves)    |
| Wayne Allard            | 1991–1997    | 1943. december 2. (81 éves)    |
| Scott McInnis           | 1993–2005    | 1953. május 9. (71 éves)       |
| Bob Schaffer            | 1997–2003    | 1962. július 24. (62 éves)     |
| Tom Tancredo            | 1999–2009    | 1945. december 20. (79 éves)   |
| Bob Beauprez            | 2003–2007    | 1948. szeptember 22. (76 éves) |
| Marilyn Musgrave        | 2003–2009    | 1949. január 27. (76 éves)     |
| John Salazar            | 2005–2011    | 1953. július 21. (71 éves)     |
| Betsy Markey            | 2009–2011    | 1956. április 27. (68 éves)    |
| Cory Gardner            | 2011–2015    | 1974. augusztus 22. (50 éves)  |